# دختر من
دختر من (انگلیسی: My Girl) سریالی کره‌ای محصول سال ۲۰۰۵ میلادی است.